# Lista de regiões administrativas do Alasca

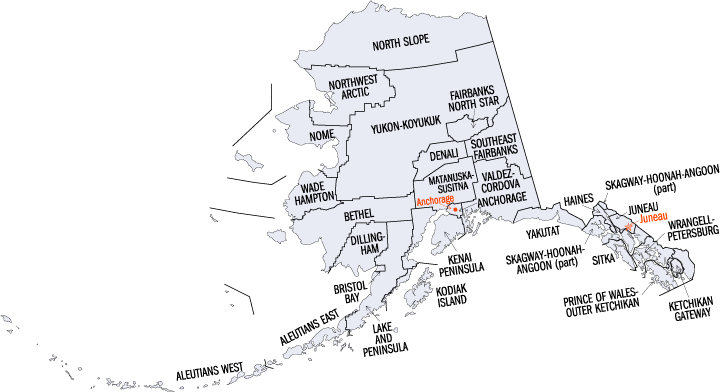
Mapa dos condados e regiões censitárias do Alasca

O estado americano do Alasca não é dividido em condados como 48 dos outros 49 estados americanos (Louisiana é dividida em paróquias), e sim, em boroughs (distritos). A maior parte das regiões mais densamente povoadas do estado estão nos 18 distritos do Alasca, cuja função é parecida com a de um condado em outros estados. Contudo, os distritos não cobrem a área do estado por completo. A área que não faz parte de nenhum distrito é chamada de Distrito não-organizado.
No Censo de 1970, o United States Census Bureau, dividiu o distrito não-organizado em 11 regiões censitárias, cada uma correspondendo como um distrito. Porém, tais áreas existem simplesmente para fins estatísticos. Elas não têm governo próprio. Distritos e áreas censitárias são tratados, pelo Census Bureau, como se fossem condados.

## Lista de distritos
| - Aleutians East - Anchorage - Bristol Bay - Denali - Fairbanks North Star - Haines - Juneau - Kenai Peninsula - Ketchikan Gateway | - Kodiak Island - Lake and Peninsula - Matanuska-Susitna - North Slope - Northwest Arctic - Sitka - Skagway - Wrangell - Yakutat |

## Lista de regiões censitárias
| - Aleutians West - Bethel - Dillingham - Hoonah-Angoon - Nome - Petersburg | - Prince of Wales-Hyder - Southeast Fairbanks - Valdez-Cordova - Wade Hampton - Yukon-Koyukuk |